# Five Graves to Cairo
Five Graves to Cairo (Cinco tumbas al Cairo, en España; Cinco tumbas en El Cairo, en México) es una película de guerra de 1943, dirigida por Billy Wilder y protagonizada por Franchot Tone y Anne Baxter. Ambientada en la Segunda Guerra Mundial es uno de los filmes basados en la obra teatral de Lajos Bíró Hotel Imperial, como Hotel imperial (1927) de Mauritz Stiller con Pola Negri. 
Fue la tercera película como director de Wilder y la cuadragésima quinta como guionista (después de The Major and the Minor).

## Argumento
El soldado inglés John Bramble (Franchot Tone), al servicio en un tanque y superviviente tras una batalla contra el Afrika Korps en el Sahara, huye hacia el norte atravesando el desierto. Allí encuentra el hotel Empress of Britain y a su propietario Farid (Akim Tamiroff). La única trabajadora del hotel es la francesa Mouche (Anne Baxter) al haber huido el cocinero y muerto el recepcionista. El hotel va a servir como cuartel de Rommel, y Bramble decide esconderse tomando la identidad del recepcionista Davos para salvarse.

## Reparto
- Franchot Tone - Cabo John Bramble / Davos
- Anne Baxter - Mouche
- Akim Tamiroff - Farid
- Erich von Stroheim - Erwin Rommel
- Peter van Eyck - Teniente Schwegler
- Fortunio Bonanova - General Sebastiano

## Premios y candidaturas
Premios Óscar
Fue candidata a tres Academy Awards: Mejor Montaje, Mejor Fotografía y Mejor Dirección de Arte (Hans Dreier, Ernst Fegté, Bertram C. Granger).[5]